# Yvonne Sciò
Yvonne Brulatour Sciò (Roma, 25 luglio 1969) è un'attrice, regista ed ex modella italiana.

## Biografia
Ha frequentato le scuole presso un convento di suore nella città natale e, una volta terminati gli studi, nella seconda metà degli anni ottanta ha praticato l'attività di modella in particolar modo nel settore dell'intimo, ottenendo una certa notorietà in Italia nel 1989, grazie a una campagna pubblicitaria dell'azienda telefonica SIP, che la vedeva protagonista nei panni di un'adolescente innamorata che si trattiene per parecchio tempo al telefono. Tra gli anni ottanta e novanta le sue poche battute nello spot diventano un vero e proprio tormentone per tutte le coppie di innamorati.
(Yvonne Sciò nello spot che la rese famosa)
Ha partecipato inoltre, nel 1988, al video di Bambolina della Steve Rogers Band, canzone contenuta nell'album di successo dell'estate di quell'anno Alzati la gonna.
Nel 1990 ha esordito al cinema nel film di Carlo Verdone Stasera a casa di Alice. Dopo aver partecipato alla sitcom Villa Arzilla in onda nella stagione 1990/1991, il 9 settembre 1991 ha iniziato a condurre la prima edizione del programma di Gianni Boncompagni Non è la Rai, all'ora di pranzo su Canale 5, insieme a Enrica Bonaccorti e Antonella Elia, che suggellerà la sua notorietà presso il grande pubblico. Il suo ruolo nella trasmissione era principalmente quello di condurre i giochi telefonici indirizzati ai bambini e intrattenerli in studio quando partecipavano direttamente alla trasmissione. La sua esperienza nel programma tuttavia è durata solo pochi mesi, poiché ha abbandonato la trasmissione nel dicembre del 1991. Yvonne è tornata sul palco di Non è la Rai il 30 giugno 1995 insieme alle ragazze più importanti della storia della trasmissione, per partecipare all'ultima puntata della storia del programma.
Dopo essersi trasferita negli Stati Uniti d'America per studiare più approfonditamente la lingua inglese e per migliorare le sue doti di attrice, ha partecipato a svariati film e miniserie televisive. Nel 1998 è apparsa in due episodi della sitcom La tata con Fran Drescher, mentre nel 2001 è stata la protagonista femminile del thriller Layover - Torbide ossessioni a fianco di David Hasselhoff. Nel 2000 è stata la protagonista del video musicale She's So High del cantautore canadese Tal Bachman, canzone utilizzata in seguito per lo spot pubblicitario della Mercedes e successivamente di Kinder Bueno. Ha prodotto la fiaba The Velveteen Rabbit, una app per iPad rivolta ai più piccoli, pubblicata su iTunes nel 2013.

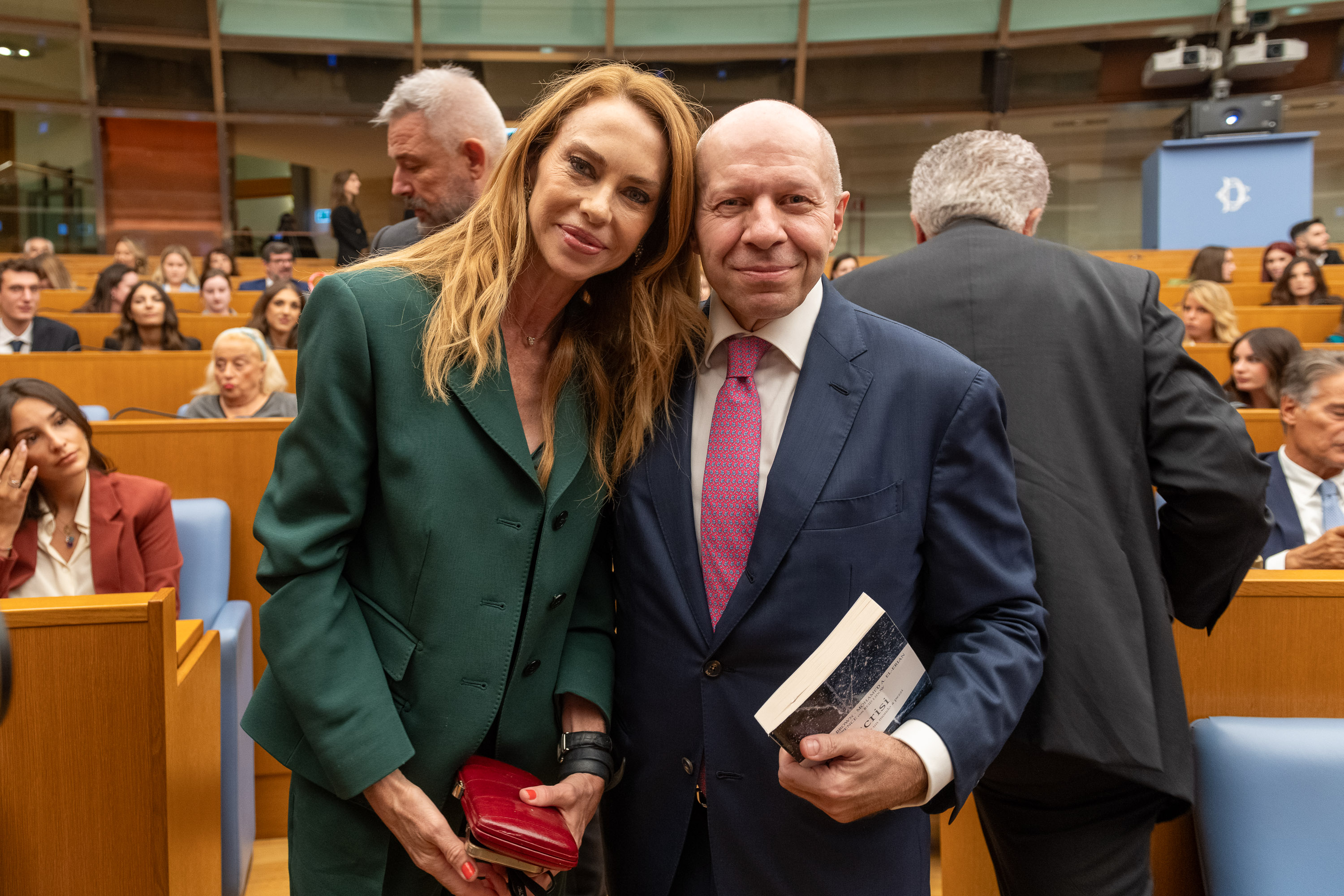
Yvonne Sciò nel 2024 alla Camera dei deputati insieme al segretario generale della Fondazione Italia USA Corrado Maria Daclon

Nel terzo millennio è anche diventata regista con due film documentari all'attivo: Roxanne Lowit Magic Moments (2015) e Seven Women (2017), quest'ultimo incentrato su sette donne di successo che hanno tutte lasciato il segno in vari campi.
Nel 2024 ha ricevuto alla Camera dei deputati il Premio America della Fondazione Italia USA.

## Vita privata
Ha sposato il produttore cinematografico Stefano Dammicco il 12 novembre 2005. Dal matrimonio, poi fallito, è nata una figlia, Isabella Beatrice. Yvonne Sciò si è successivamente legata a un petroliere iraniano ed è attualmente compagna del manager italiano Alberto Cantarini. 

## Filmografia

### Attrice

#### Cinema
- Stasera a casa di Alice, regia di Carlo Verdone (1990)
- Strepitosamente... flop, regia di Pierfrancesco Campanella (1991)
- Zuppa di pesce, regia di Fiorella Infascelli (1992)
- Sabato italiano, regia di Luciano Manuzzi (1992)
- Infelici e contenti, regia di Neri Parenti (1992)
- Deathline, regia di Tibor Takács (1997)
- Welcome to Hollywood, regia di Tony Markes e Adam Rifkin (1997)
- L'âme-soeur, regia di Jean-Marie Bigard (1999)
- Milonga, regia di Emidio Greco (1999)
- Due gemelle a Parigi, regia di Alan Metter (1999)
- Delitto in prima serata, regia di Alessandro Capone (2000)
- La Vérité si je mens! 2, regia di Thomas Gilou (2001)
- Layover - Torbide ossessioni, regia di Alan McElroy (2001)
- Sorority Boys, regia di Wallace Wolodarsky (2002)
- Torrente 3: El protector, regia di Santiago Segura (2005)
- Incubi quotidiani (2005)
- La Pantera Rosa, regia di Shawn Levy (2006)
- Nativity, regia di Catherine Hardwicke (2006)
- La masseria delle allodole, regia di Paolo e Vittorio Taviani (2007)
- Scrivilo sui muri, regia di Giancarlo Scarchilli (2007)
- Il nascondiglio, regia di Pupi Avati (2007)
- K. Il bandito, regia di Martin Donovan (2007)
- Brothel, regia di Amy Waddell (2008)
- The Museum of Wonders, regia di Domiziano Cristopharo (2010)
- H.P. Lovecraft: Two Left Arms, regia di Adam Rehmeier e Domiziano Cristopharo (2013)

#### Televisione
- A cena col vampiro, regia di Lamberto Bava – film TV (1988)
- Rally – miniserie TV (1988)
- Villa Arzilla – serie TV (1990)
- Prêcheur en eau trouble, regia di Georges Lautner – film TV (1992)
- Jewels, regia di Roger Young – miniserie TV (1992)
- Le château des oliviers – serie TV (1993)
- La Bibbia - Giacobbe, regia di Peter Hall – film TV (1994)
- A che punto è la notte, regia di Nanni Loy – miniserie TV (1994)
- Marshal – serie TV (1995)
- Crescere, che fatica! – serie TV (1993)
- La tata – serie TV (1993)
- Nikita – serie TV, episodi 1x15-2x14 (1997-1998)
- Provincia segreta 2 – miniserie TV (2000)
- Rose Red – miniserie TV (2002)
- Una vita da vivere – serie TV (2003)
- Shockwave - L'attacco dei droidi, regia di Jim Wynorski – film TV (2006)
- Don Matteo – serie TV, episodio 7x03 (2009)

### Regista
- Roxanne Lowit Magic Moments (2015)[8]
- Seven Women (2017)[4]

## Programmi televisivi
- Non è la Rai (Canale 5, 1991-1992)
- Capodanno con Canale 5 (Canale 5, 1991-1992)
- Non era la Rai (Italia 1, 2001)
- Non è la Rai speciale (Happy Channel, 2005)